# Женщина-олень
«Женщина-олень» (англ. Deer Woman) — седьмая серия первого сезона телесериала «Мастера ужаса», поставленная режиссёром Джоном Лэндисом. Впервые серия была показана 9 декабря 2005 года. Серия помимо элементов ужасного как жанра, содержит в себе элементы комедии.

## Сюжет
Опытный детектив Фарадей, в прошлом следователь убойного отдела, теперь отстранён от должности и занимается делами о нападении животных.
Прибыв с напарником Ридом на стоянку грузовиков, где один из водителей видел необычное скопление оленей, которые впоследствии будто испарились в воздухе, они находят обезображенное тело дальнобойщика в его собственном грузовике. Судя по следам на теле погибшего, Фарадей предполагает, что на мужчину мог напасть дикий олень. Опрашивая свидетелей, Фарадей узнает, что перед смертью, водителя видели с красивой женщиной. Внезапно прибывшие на место детективы отстраняют его от дела, мотивируя это тем, что убийство произошло не по вине животного. Однако заинтересовавшийся произошедшим Фарадей отправляется в морг, где его теория подтверждается. На теле убитого отчётливо видны следы копыт.
Этим же вечером красивая женщина в холле гостиницы соблазняет мужчину и отводит его к нему в номер.
Картина убийства никак не вяжется в голове Фарадея, не давая ему уснуть. Ему не даёт покоя женщина. Представляя невероятные до абсурда варианты того, как водитель был убит, Фарадей понимает, что женщина, которую видели с водителем, играет важную роль. На следующий день в участке Фарадей узнаёт от Рида, что произошло ещё одно убийство. Герои едут в морг, где патологоанатомом Дана сообщает, что в этот раз она обнаружила на теле волос оленя. В этот же момент зашедший в помещение санитар сообщает, что снова произошло убийство.
Приехав на место происшествия в круглосуточный магазин, Фарадей узнаёт, что на месте убийства свидетели видели красивую женщину. Также детектив обнаруживает следы копыт, что ещё больше подтверждает его теорию, что всех трёх мужчин мог убить олень или оленеподобное существо.
На следующий день Фарадей выдвигает свою теорию начальству, что это может быть новый вид животного, нападающего на людей. Несмотря на протесты коллег, шеф полиции передаёт дело Фарадею.
Этим же днем Фарадей и Рид отправляются обедать в новое открывшееся индейское казино. Во время ланча Фарадей рассказывает своему новому другу, как он попал в отдел нападения животных. Оказывается, несколько лет назад во время облавы наркопритона Фарадей случайно убил шальной пулей своего напарника. Однако после произошедшего многие стали считать, что он сделал это специально. И после месяцев реабилитации Фарадея решили перевести в другой отдел. Вновь вернувшись к разговору об убийствах и девушке, которую видели на месте преступления, к напарникам подходит менеджер, принимая их за собирателей легенд. К его большому удивлению он не может поверить в то, что единственная зацепка в расследовании последних убийств это то, что, возможно, жертв убил олень. Менеджер вспоминает старую индейскую легенду о женщине-олене, которая во время индейских празднеств выходит из леса и, соблазняя мужчин, уводит их в леса. Ноги её скрыты одеянием, поэтому её сложно отличить от человека. Заманив мужчину в лес, она забивает его до смерти, а потом скрывается.
Рид решает остаться в казино, а Фарадей возвращается в участок. Порывшись в архивах, Фарадей узнает, что 100 лет назад было убито несколько лесорубов, которых перед смертью видели с красивой девушкой. Внезапно звонит Рид и говорит, что заночует в отеле, поскольку познакомился с красивой девушкой. Испугавшийся Фарадей спрашивает: «Видел ли он её ноги?», на что Рид отвечает: «Какой же я идиот!», и тут связь прерывается.
Примчавшийся на место Фарадей обнаруживает обезображенное тело своего напарника. Внезапно, кто-то подкрадывается сзади. Фарадей оборачивается и моментально стреляет. На пол падает подстреленная девушка. Уверенный, что он снова убил случайно невинного человека, Фарадей склоняется над телом и решает посмотреть на её ноги. Увидев, что ноги девушки это оленьи копыта, он тут же получает сильный удар в грудь, и отлетает в другой конец комнаты. Женщина-олень сбегает.
Начинается погоня. Фарадей настигает беглянку в лесу, прижав её своей машиной к дереву. Выпустив в неё всю обойму из пистолета, женщина-олень исчезает. Обессиленный Фарадей падает на землю, и под звуки приближающихся полицейских машин, иронично произносит: «Нападение животного!»

## В ролях
| Актёр             | Роль             |
| ----------------- | ---------------- |
| Брайан Бенбен     | детектив Фарадей |
| Энтони Гриффит    |                  |
| Соня Беннетт      | Дана             |
| Джулиан Кристофер |                  |
| Дон Томпсон       |                  |
| Синтия Маура      | Женщина-олень    |